# 시퀀설 수동변속기

시퀀셜 수동 변속기 변속 애니메이션

시퀀셜 수동변속기는 주로 모터사이클과 자동차 경주에 사용되는 비동기식 수동변속기의 한 종류이다. 이 변속기는 전통적인 싱크로 변속기보다 더 빠른 변속 시간을 제공하며, 운전자가 다음 기어나 이전 기어를 순차적으로 선택하도록 제한한다.

## 설계

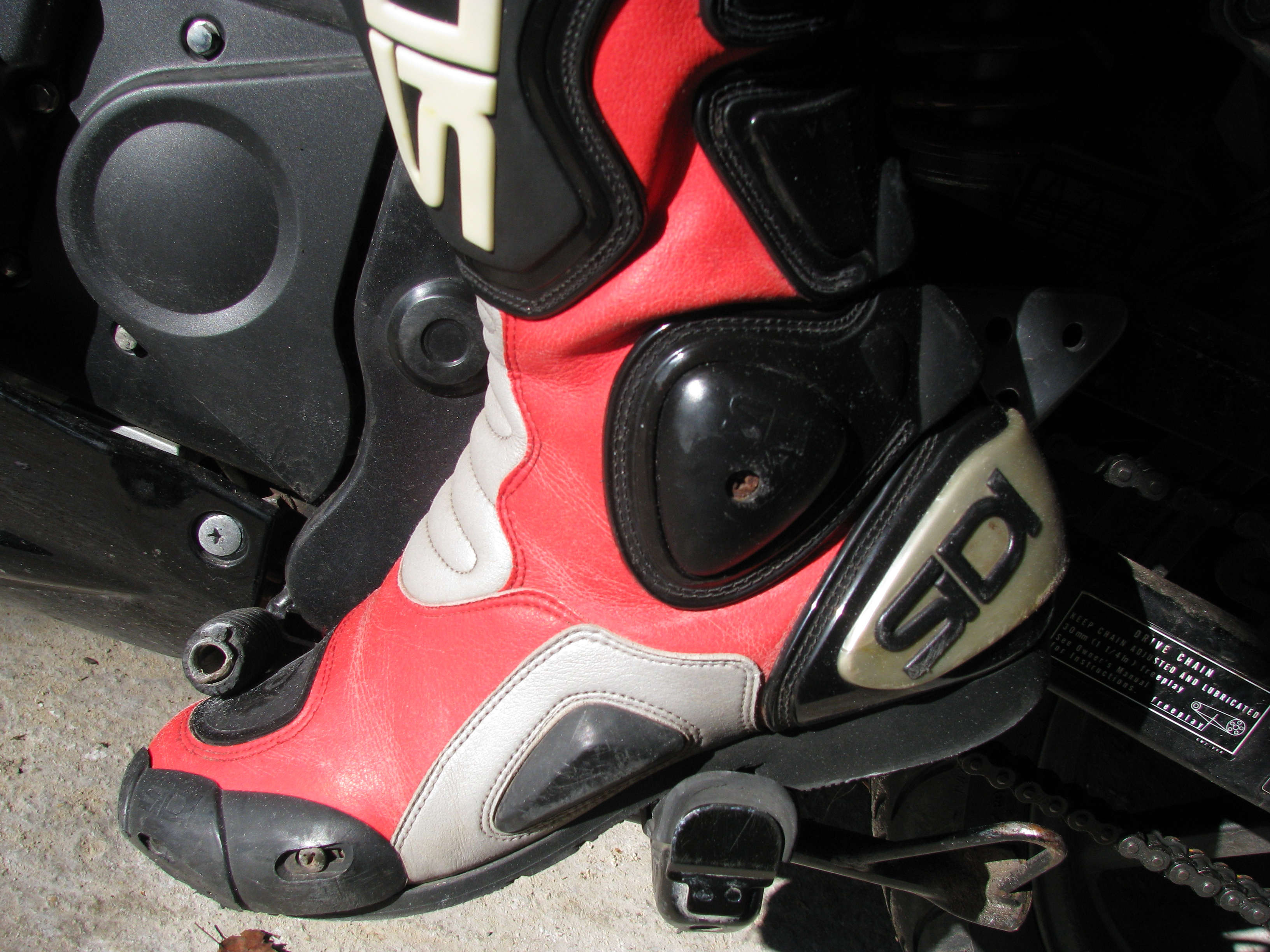
모터사이클의 기어 변속 레버 (운전자의 부츠 발가락 위)

시퀀셜 수동 변속기는 비동기식이며, 운전자가 다음 기어(예: 1단에서 2단으로 변속) 또는 이전 기어(예: 3단에서 2단으로 변속)를 선택할 수 있도록 한다. 이는 스티어링 휠 뒤에 장착된 전자식 패들 시프터 또는 시퀀셜 시프터를 통해 조작된다. 이러한 제한은 실수로 잘못된 기어를 선택하는 것을 방지하지만, 운전자가 의도적으로 기어를 "건너뛰는" 것을 막기도 한다. 싱크로메시 대신 도그 클러치를 사용하면 기존 수동 변속기보다 변속 속도가 빨라진다.
시퀀셜 수동 변속기에서 변속 레버는 래칫 메커니즘을 작동시켜 변속 레버의 앞뒤 움직임을 원주 주위에 세 개 또는 네 개의 트랙이 가공된 기어 변속 드럼 또는 셀렉터 드럼(때로는 배럴이라고도 함)의 회전으로 변환한다. 셀렉터 포크는 직접 또는 셀렉터 로드를 통해 트랙에 의해 안내된다. 트랙은 원주를 따라 벗어나며, 드럼이 회전함에 따라 셀렉터 포크가 이동하여 필요한 기어를 선택한다.
시퀀셜 수동 변속기를 업시프트 또는 다운시프트할 때, 차량이 출발할 때만 필요한 클러치를 작동할 필요가 없다. 결합 링(또는 "도그 링")이 변속 포크에 의해 밀려 빠르게 움직이고, 접촉하면서 동기적으로 동력을 전달하기 시작하기 때문에 시퀀셜 수동 변속기는 변속 속도가 가장 빠르며, 변속 시간은 일반적으로 5밀리초 이하이다. 따라서 현재 모든 포뮬러 원 차량에 사용된다.
시퀀셜 수동 변속기는 때때로 유압 자동 변속기에 장착되는 "팁트로닉" 또는 "스포츠시프트"와 같은 용어로 판매되는 매뉴매틱 시퀀셜 변속 기능과 혼동되어서는 안 된다. 이 기능은 운전자가 버튼이나 레버(보통 기어 시프터 또는 스티어링 휠 근처)를 사용하여 이전 또는 다음 기어를 선택할 수 있도록 하지만, 변속기의 메커니즘은 진정한 시퀀셜 수동 변속기와는 관련이 없다.

## 사용
대부분의 모터사이클은 시퀀셜 수동 변속기를 사용한다. 운전자는 발로 기어 시프터를 조작하여 손을 핸들바에 유지할 수 있으며, 기어 선택은 1 - N - 2 - 3 - 4 - 5 - 6의 배치(일반적인 6단 기어박스의 경우 "원 다운, 파이브 업"이라고 함)를 사용한다. 그러나 대부분의 현대 스쿠터는 시퀀셜 수동 변속기를 사용하지 않고, 대신 유압 자동변속기 또는 벨트 구동 또는 체인 구동 연속 가변 변속기를 사용한다. 반면 언더본은 종종 자동 원심클러치가 있는 반자동 변속기를 사용하지만, 혼다 커브와 같이 기존의 발 조작식 기어 변속 레버를 유지한다.

## 역사
레이싱카에 사용된 최초의 적절한 시퀀셜 수동 기어박스는 1946년 포르쉐 타입 360 시실리아였다. 이어서 리처드 앤스데일과 해리 먼디가 개척한 악명 높은 신뢰성 없는 퀴어박스 디자인이 1958년 로터스 12를 시작으로 1950년대 후반과 1960년대 초반에 걸쳐 다양한 팀 로터스 그랑프리 레이싱카에 사용되었으며, 기술적으로는 레이싱카에 사용된 최초의 적절한 "시퀀셜" 기어박스이다. 대부분의 레이싱카는 현재 페라리 640 포뮬러 원 차량의 패들 시프트가 시퀀셜 드럼 회전 메커니즘을 사용한 1990년부터 시작하여, 구식 H패턴 스틱 시프트 대신 시퀀셜 변속기(기계식 링크 또는 전자식 패들 시프터를 통한 시퀀셜 변속 레버를 통해)를 사용한다.
수동 변속 레버를 갖춘 최초의 현대 시퀀셜 수동 기어박스는 1990년 푸조 905 그룹 C 스포츠카에 사용되었고, 이어서 1994년과 1996년에는 페라리 333 SP LMP 레이싱카와 챔프카/인디카에 사용되었다. 그리고 1996년과 1997년에는 맥라렌 F1 GTR, 메르세데스 벤츠 CLK GTR, 포르쉐 911 GT1, 파노즈 에스페란테 GTR-1 GT1 레이싱카에 사용되었다. 이어서 1997년, 1998년, 1999년에는 WRC 랠리카에, 그리고 1998년과 1999년에는 포르쉐 LMP1-98, 닛산 R390 GT1, 도요타 GT-One, BMW V12 LM 및 LMR 르망 프로토타입 레이싱카에도 사용되었다.
투어링카도 시퀀셜 수동 기어박스를 사용했는데, 2000년 유럽 독일 투어링카 마스터즈 시리즈에서 시작하여 12시즌 동안 사용하다가 2012년 패들 시프트 시스템으로 전환했다. 호주의 V8 슈퍼카 시리즈는 2008년에 H패턴 수동 기어박스에서 전환하여 시퀀셜 수동 기어박스를 사용하기 시작했다.
NASCAR는 수년 동안 기존의 4단 H패턴 수동 변속기를 사용하다가 2022년에 젠-7 차량에 5단 시퀀셜 수동 변속기를 도입했다.
높은 마모율과 급작스러운 변속 동작으로 인해 시퀀셜 수동 변속기는 일부 예외를 제외하고는 승용차에는 거의 사용되지 않는다.

## 같이 보기
- 도그 클러치
- 듀얼 클러치 변속기
- 수동변속기